# Matanibike Village
Matanibike Village är en ort i Kiribati.   Den ligger i örådet Teraina och ögruppen Linjeöarna, i den västra delen av landet, 3 000 km öster om huvudstaden Tarawa. Matanibike Village ligger 12 meter över havet och antalet invånare är 191. Den ligger på ön Teraina Island.
Terrängen runt Matanibike Village är mycket platt.  Närmaste större samhälle är Tanekore Village, 0,80 km nordost om Matanibike Village. 